# Colossus (berg- och dalbana, Thorpe Park)
Colossus är en berg- och dalbana, placerad i den brittiska nöjespark Thorpe Park. Banan togs i drift 22 mars 2002.

## Om banan
- Banan är den första i världen att innehålla tio inversioner, det vill säga tio ban-element som får passagerarna att hamna upp och ner.